# 부랴트어
부랴트어는 러시아(부랴트 공화국, 우스티오르딘스키부랴트 자치구, 아긴스크부랴트 자치구, 이르쿠츠크주, 치타 주)에서 부랴트족들이 사용하는 언어이다. 중국(신장 웨이우얼 자치구)과 몽골에도 사용인구가 있다. 문자는 러시아에서 키릴 문자, 몽골은 몽골 문자, 중국은 바긴드라 문자를 사용한다.
부랴트어를 사용하는 화자는 2004년 현재 약 590,000명이다. 이들 중 러시아 내의 부랴트어 화자는 2002년 인구조사에서 368,807명으로 나타났고 이 중 231,000명이 부랴트 공화국에 거주하고 있다. 중국에는 약 100,000명, 몽골에는 약 66,000명의 부랴트어 화자가 존재한다.
몽골어족에 속하며 남부 방언, 동부 방언, 서부 방언, 바르구-부랴트 방언 (중국 내의 부랴트인들이 사용하는 말) 등 4개 방언이 존재한다.
부랴트어의 음성학적 특징은 모음조화가 있다는 것이며, 형태론적으로는 첨가어의 특성을 보인다. 명사에 격, 수, 소유가 표현된다. 1인칭 복수 대명사는 '너'를 포함한 '우리'와 '너'를 제외한 '우리'가 별개로 존재한다. 동사에는 인칭, 시제, 상, 법, 태가 표현되며 풍부한 형용사형어미와 부사형어미가 존재한다. 문장에서 기본적인 어순은 "주어 + 목적어 + 서술어"이고 수식어는 피수식어 앞에 온다. 알타이어에서 전형적으로 나타나는 다중술어구성이 존재한다. 어휘에는 상당히 많은 수의 러시아어 차용어가 존재한다.
17세기 말부터 문서 기록과 종교적인 활동을 위하여 옛 몽골문자를 사용하였다. 17세기-19세기 동안 언어 명칭은 '옛 부랴트 문어'로 지칭되었다. 최초의 규모 있는 문학적 기념물의 하나로 "여행기" Дамба-Доржи Заяева (1768)가 있다. 1931년에 라틴문자에 기반한 문자를 도입하였고, 1939년부터 키릴문자에 특수 문자를 추가하여 사용하였다. 1936년 울란우데에서 열린 언어학 학술대회에서 동부 방언 중 호린스키(хоринский) 방언을 문어의 기초로 삼기로 하였다.

## 표기 문자
키릴 문자를 차용해 사용한다.
А а, Б б, В в, Г г, Д д, Е е, Ё ё, Ж ж, З з, И и, Й й, К к, Л л, М м, Н н, О о, Ө ө, П п, Р р, С с, Т т, У у, Y ү, Ф ф, Х х, Һ h, Ц ц, Ч ч, Ш ш, Щ щ, ъ, ы, ь, Э э, Ю ю, Я я

## 참고 문헌
- Бертагаев Т.А., Цыдендамбаев Ц.Б. Грамматика бурятского языка. Синтаксис. М. 1962 (부랴트어 문법)
- Грамматика бурятского языка: Фонетика и морфология. М., 1962 (부랴트어 문법: 음성학과 형태론)
- Цыдендамбаев Ц.Б. Грамматические категории бурятского языка в историко-сравнительном освещении. М., 1979 (부랴트어의 문법 범주의 역사비교언어학적 조명)
- Рассадин В.И. Очерки по исторической фонетике бурятского языка. М., 1982 (부랴트어 역사음성학 개요)
- Дарбеева А.А. Бурятский язык // Языки мира: Монгольские языки. Тунгусо-маньчжурские языки. Японский язык. Корейский язык. М., 1997. (부랴트어 // 세계의 언어: 몽골어족. 만주-퉁구스 어족. 일본어. 한국어)

#### 사전
- Черемисов К.М. Бурятско-русский словарь. М., 1973. (부랴트어-러시아어 사전)